# St-Roch (Paris)

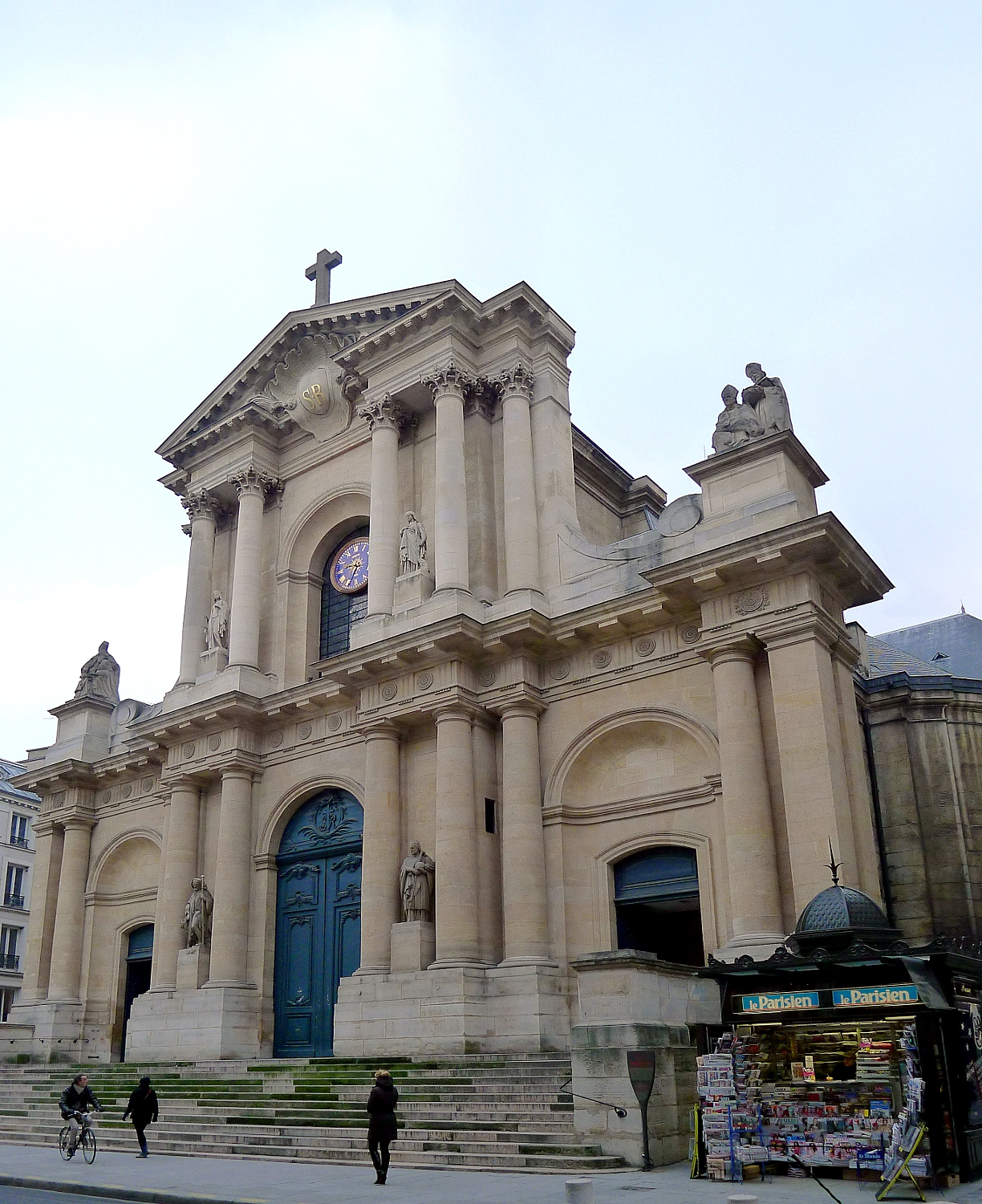
Saint-Roch, Paris, Rue Saint-Honoré

Die Pfarrkirche Saint-Roch [sɛ̃⁠ʀɔk] (Église Saint-Roch) steht in der Rue Saint-Honoré Nr. 284, im 1. Arrondissement im Stadtzentrum von Paris. Sie ist dem heiligen Rochus von Montpellier geweiht. Mit einer Länge von 126 m ist sie eine der größten Kirchen von Paris.

## Geschichte

### Gründung und Erweiterungen

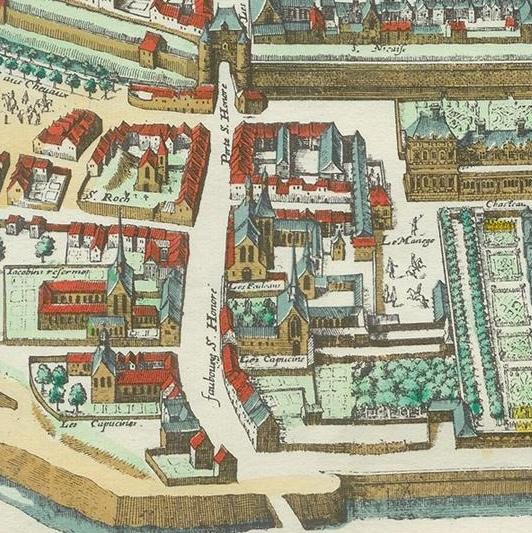
Saint-Honoré mit Kirche Saint-Roch

Im Jahre 1521 gründete der Pariser Kaufmann Jean Dinocheau in dem damals vor den Toren von Paris gelegenen Vorort Saint Honoré eine kleine Kapelle, welche der heiligen Susanna gewidmet wurde. Der Neffe des Gründers, Etienne Dinocheau, gestaltete im Jahre 1577 die Kapelle in eine geräumigere Kirche um, die den damaligen Zeitströmungen folgend Saint Roch als Patron erhielt. Diese Kirche wurde im Jahre 1629 zur Pfarrkirche erhoben und in der Zeit von 1653 bis 1740 weiter ausgebaut.
Die Erweiterungsbauarbeiten begannen im Jahr 1653 nach den Entwürfen von Jacques Lemercier an. Der Grundstein wurde von Ludwig XIV. persönlich gelegt. Später wurden die Arbeiten aus Finanzierungsgründen unterbrochen und in den Jahren 1701–1740 fortgesetzt. Eine der Kapellen wurde in den Jahren 1705–1710 nach den Entwürfen von Jules Hardouin-Mansart errichtet, eine andere von Pierre Bullet. Die Fassade im Stil des Barock aus dem Jahr 1736 entstammt den Plänen von Robert de Cotte.
In der Zeit wurde zur Erinnerung an den Ursprung der Kirche eine Seitenkapelle des erweiterten Baus der heiligen Susanna gewidmet. In dieser Kapelle erinnert noch ein altes Fenster mit der Jahreszahl 1710 an die Umgestaltung, und über dem Altar zeigt ein großes Gemälde Sainte Suzanne von ihren Verfolgern bedroht auf dem Steinboden kniend und zum Himmel um Hilfe und Stärkung flehend.

### Zeit der Französischen Revolution

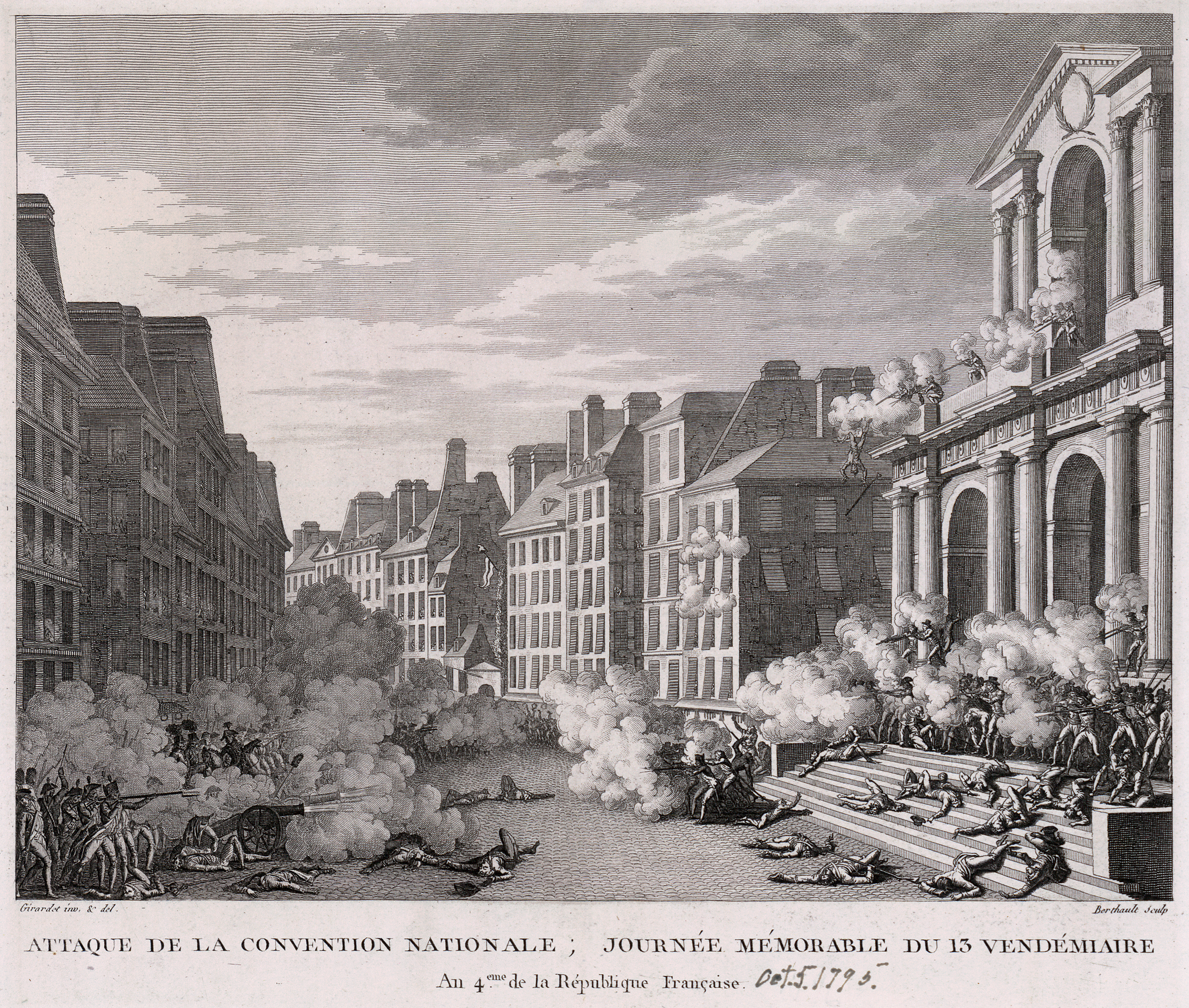
Journée du 13 vendémiaire: General Napoleon greift die Royalisten an

Die Kirche Saint Roch lag zur Zeit der Französischen Revolution im Mittelpunkt der umstürzlerischen Wirren. An der Rue Saint Honoré lagen in der damaligen Zeit die Klöster, in denen die revolutionären Klubs der Jakobiner, der Feuillants u. a.m. zusammenkamen. Über diese Straße rollten die Karren, auf denen die Opfer der Revolution von der Conciergerie zur Hinrichtung auf den Place de la Concorde gefahren wurden. Im benachbarten Palais des Tuileries tagte der Convent, und unmittelbar vor der Kirche Saint Roch zerschlug der damalige General Bonaparte am 13. Vendémiaire des Jahres 4 (5. Oktober 1795) der Revolution den Royalisten-Aufstand gegen den Convent. Heute sind an der Fassade der Kirche noch die Einschläge der Geschosse sichtbar.
Nicht nur das Äußere der Kirche, sondern – in viel größerem Ausmaß noch – wurde auch das Innere durch die Wirren, vor allem zur Zeit der Herrschaft der „Göttin der Vernunft“, in Mitleidenschaft gezogen. Viele Gemälde und Kunstschätze wurde gestohlen oder zerstört. So auch ein Gemälde in der Seitenkapelle, das den Stifter Dinocheau darstellt. Dieses Bild befindet sich heute mit veränderter Inschrift in der Kirche von Santa Maria Maggiore (Piemont) (Italien). Es wird dort als Porträt von Paul Feminis ausgegeben.
Nach der Revolution wurden die Schäden nach und nach beseitigt und u. a. auch die Kapelle der heiligen Susanna wieder hergestellt. Der Maler Norblin verfertigte die Skizzen dazu und malte auf Leinwand das heutige Erinnerungsbild an Susanna, welches in einer Breite von 3,20 m und einer Höhe von 3,65 m auf die Wand über dem Altar an Stelle der alten Darstellung aufgespannt wurde.

## Kunstwerke und berühmte Bestattete
In Saint-Roch sind Admiral de Grasse, Pierre Corneille, André Le Nôtre, Paul Thiry d’Holbach und Denis Diderot bestattet.
Saint-Roch beherbergt heute zahlreiche Kunstwerke, die aufgehobenen Klöstern der Region entstammen. Darunter befinden sich zwei Büsten, die von Antoine Coysevox erschaffen wurden. Zum Bestand gehört ebenfalls eine Statue Jesu Christi, die Étienne-Maurice Falconet im Jahr 1757 schuf.

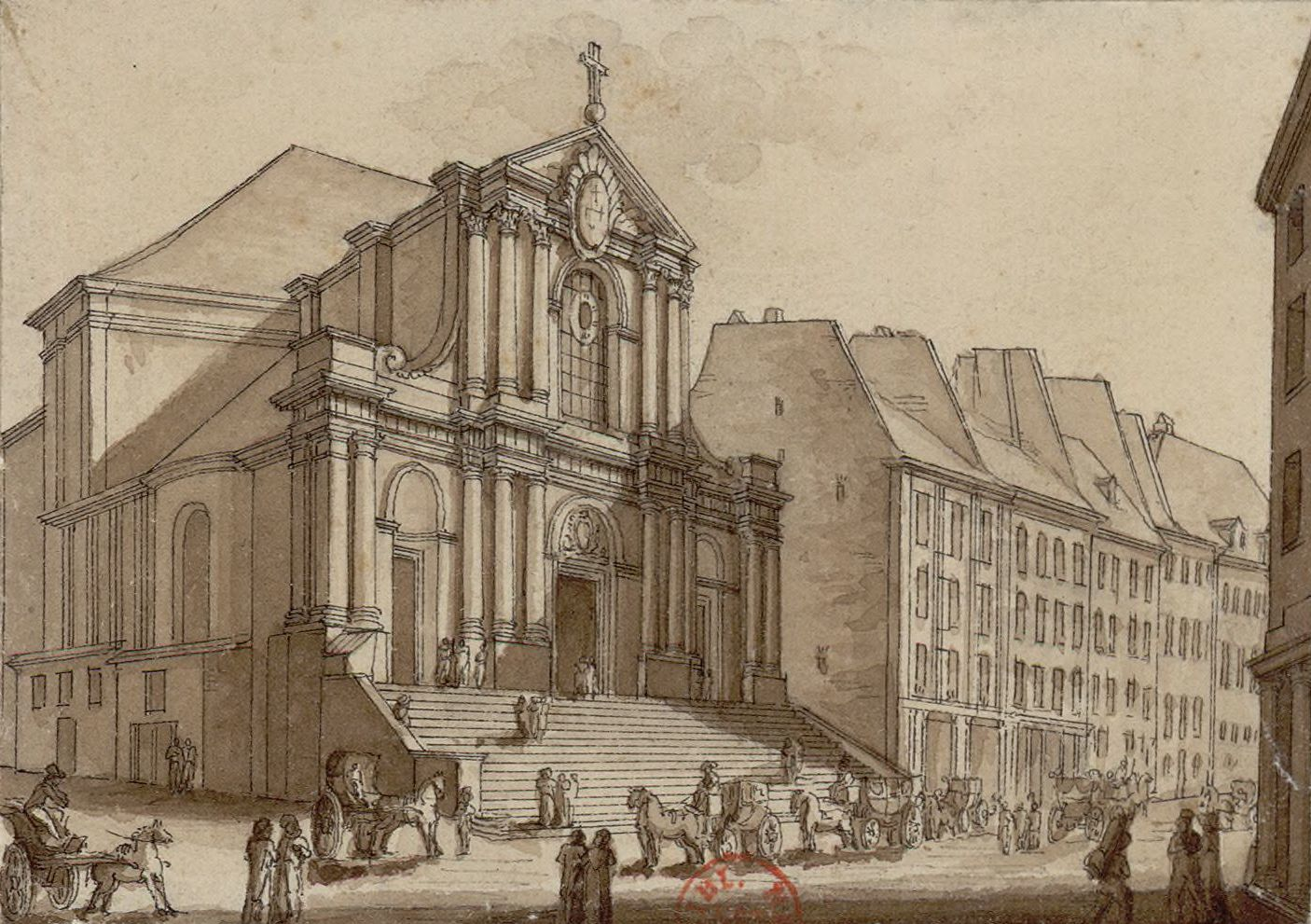
Christophe Civeton: Saint-Roch
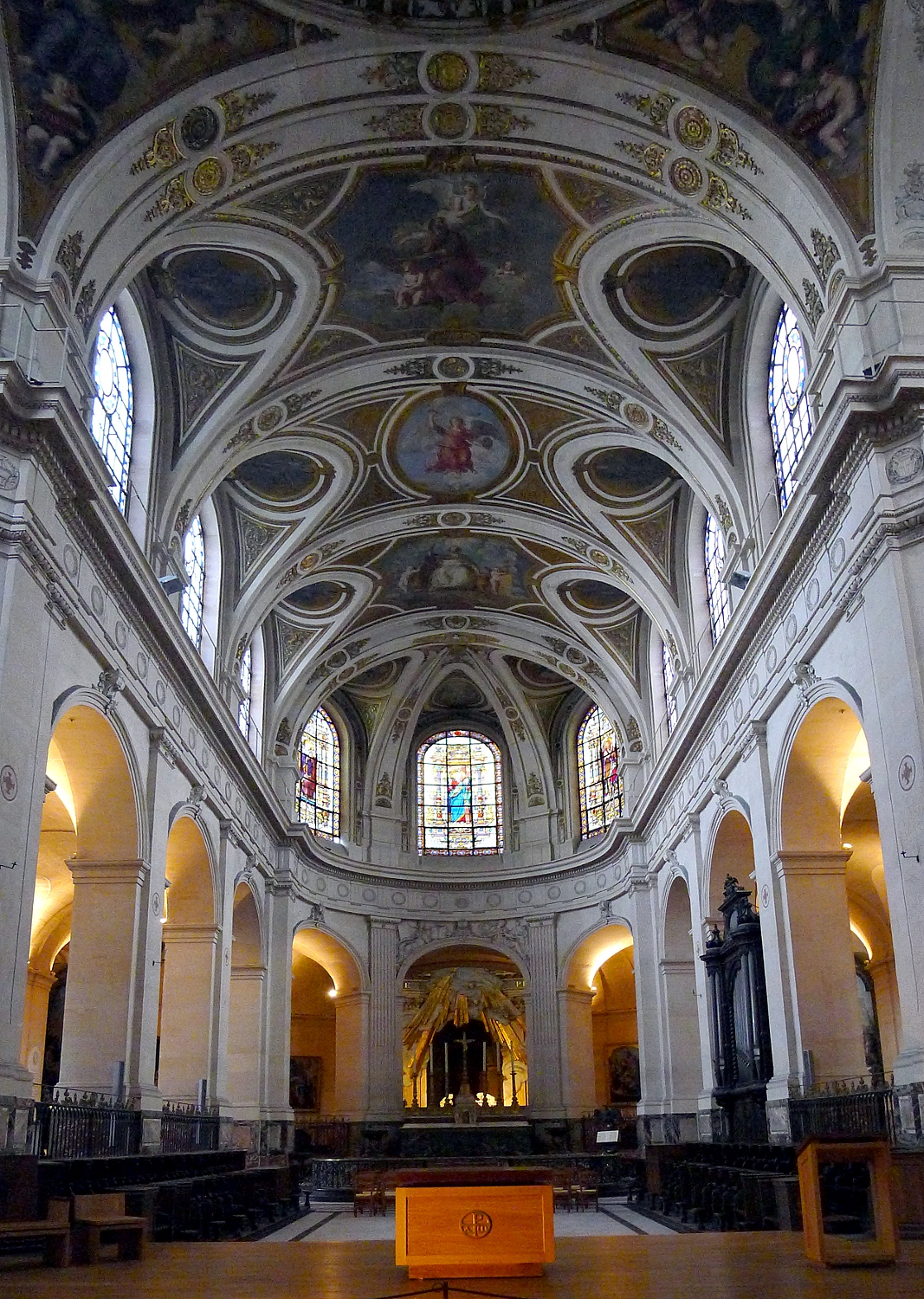
Innenraum
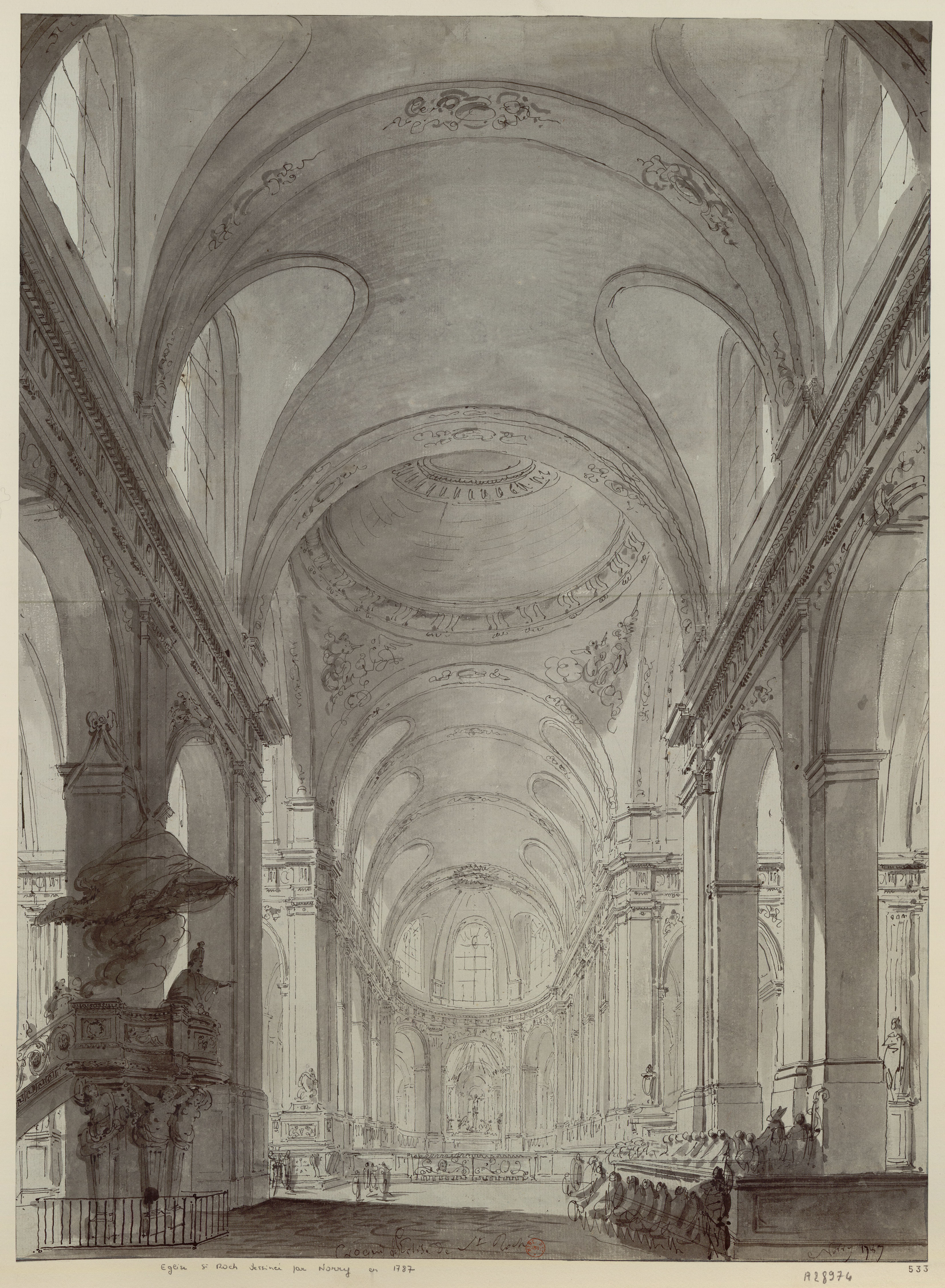
Norry: Inneres der Kirche Saint-Roch, 1787
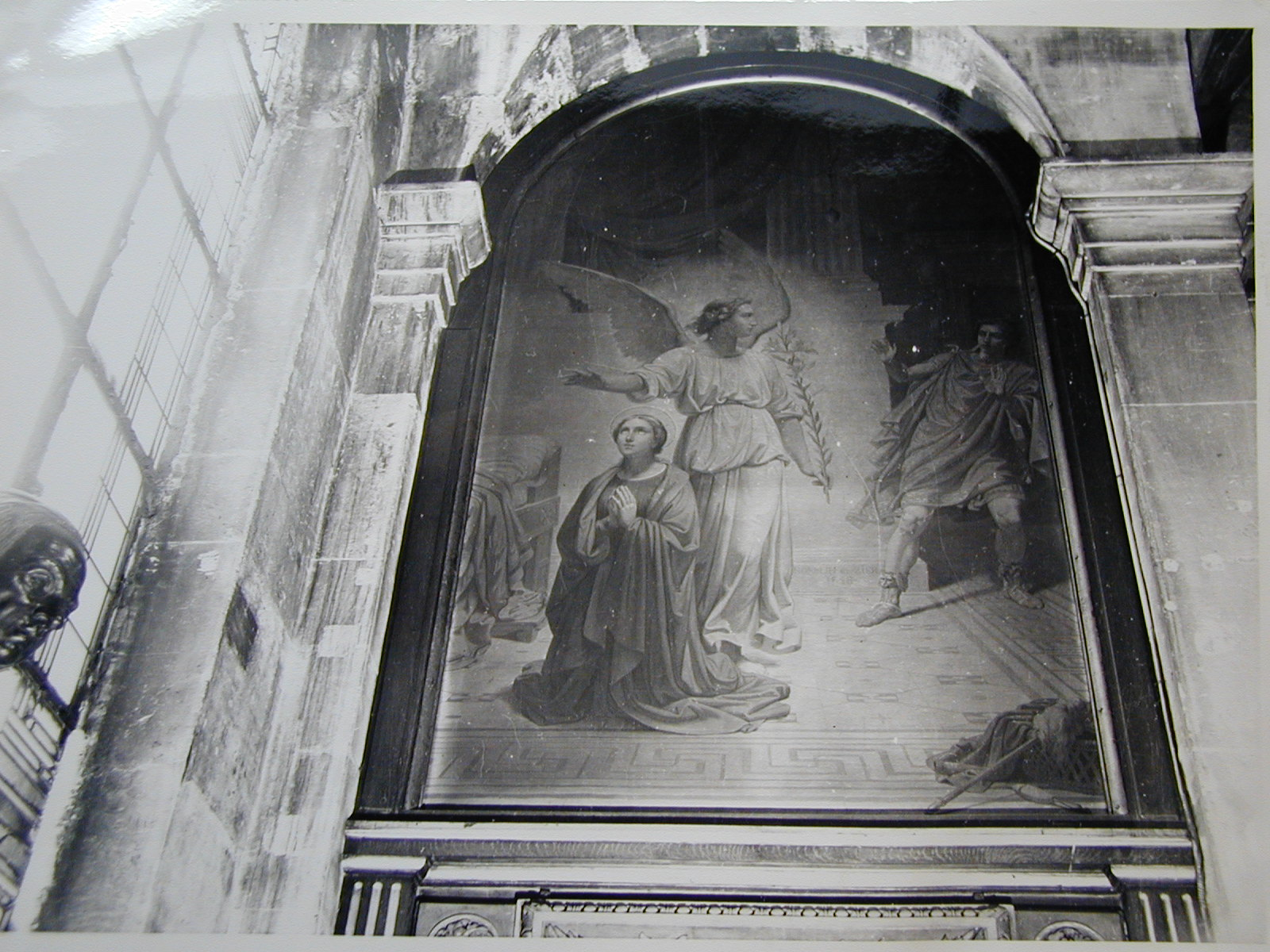
Seitenkapelle mit der heiligen Susanna, erbaut 1710

## Orgel

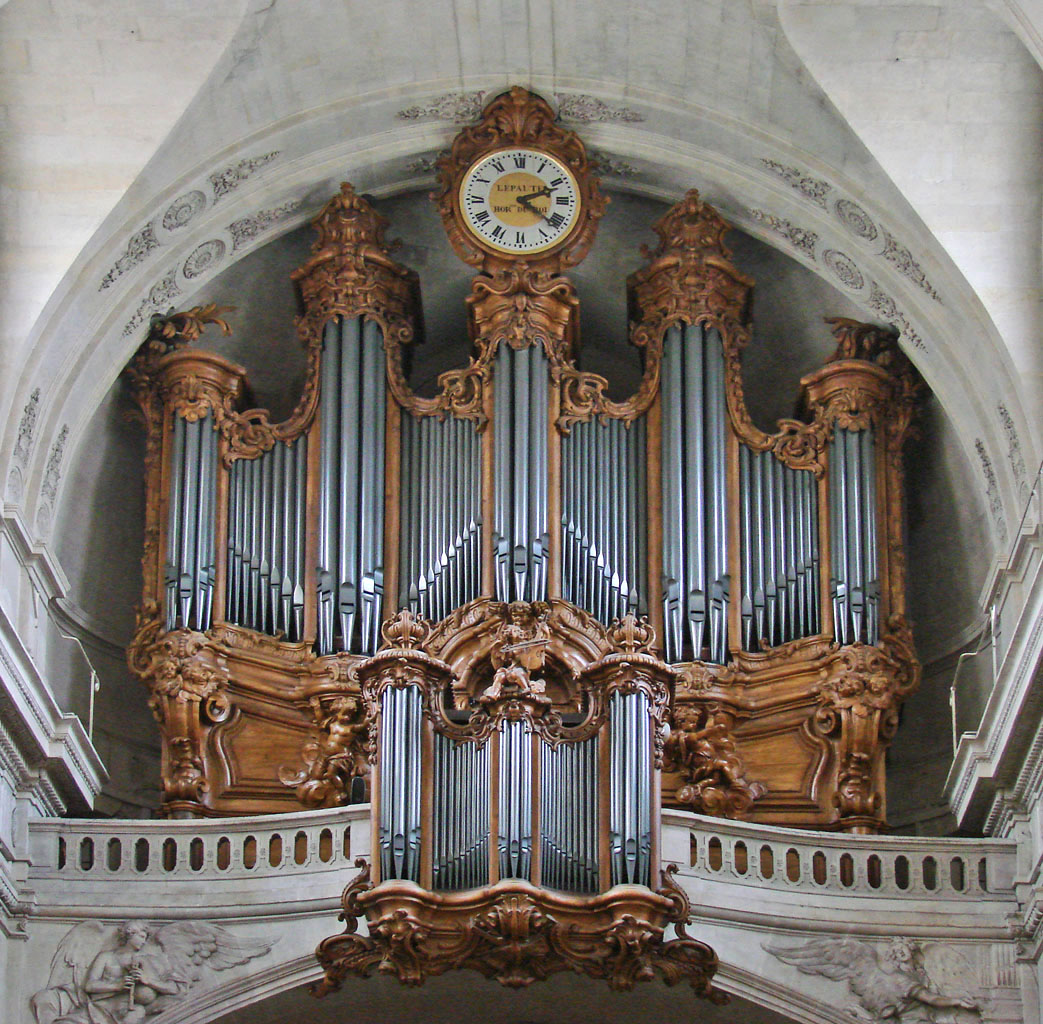
Orgel von Aristide Cavaillé-Coll (1842) im Orgelprospekt von Lesclop (1751)

Die Kirche erhielt 1751 ihre erste Orgel durch Lesclop, deren fünfteiliger Prospekt noch heute die Orgel beherbergt. 1769 nahm François-Henri Clicquot einige Ausbauarbeiten vor. Während der Revolution kam fast die Hälfte des Pfeifenbestands abhanden. 1805 wurde sie zuerst wieder in Stand gesetzt von Pierre Dallery, 1820 erweiterte dessen Sohn die Orgel wieder insbesondere um Flöten- und Zungenregister.
Von besonderer Bedeutung ist der Umbau durch Aristide Cavaillé-Coll von 1839 bis 1842, bei dem ein kleiner Teil des alten Pfeifenbestandes verwandt wurde. Er erweiterte den Manualumfang, fügte ein Schwellwerk hinzu und versah das Hauptwerk mit einer Barkermaschine. Im Pedal blieb das Ravalement erhalten. 1859 und 1881 wurde die Orgel nochmals von Cavaillé-Coll, 1901 von seinem Nachfolger Charles Mutin überarbeitet, der das Ravalement entfernte. 1927 tauschte Joseph Gutschenritter junior die Manualverteilung und baute eine neue Windlade für das Récit mit zusätzlichen Registern (Quintaton 16′, Gambe 8′ und Voix céleste 8′). Von 1991 bis 1994 restaurierte Jean Renaud die Orgel und rekonstruierte (außer den Pedalumfang) den Zustand von 1881. Seit 1981 ist sie monument historique.

### Disposition
Die Disposition der Orgel ist seit 1994 wie folgt:
| I Positif C–g3       |        |
| Montre               | 08′    |
| Bourdon              | 08′    |
| Flûte harmonique     | 08′    |
| Gambe                | 08′    |
| Voix céleste         | 08′    |
| Prestant             | 04′    |
| Dulciana             | 04′    |
| Nazard               | 2 ⁄3′  |
| Doublette            | 02'    |
| Tierce               | 1 3⁄5′ |
| Grande fourniture II |        |
| Fourniture IV        |        |
| Cymbale III          |        |
| Cornet V ab c1       |        |
| Trompette            | 08′    |
| Cromorne ab c1       | 08′    |
| Hautbois ab c1       | 08′    |
| Clairon              | 04′    |

| II Grand-Orgue C–g3   |     |
| Corni dolci           | 16′ |
| Montre                | 16′ |
| Bourdon               | 16′ |
| Montre                | 08′ |
| Salicional            | 08′ |
| Bourdon               | 08′ |
| 1ère Flûte harmonique | 08′ |
| 2ème Flûte harmonique | 08′ |
| Prestant              | 04′ |
| Gambe                 | 04′ |
| Octavin doublette     | 02′ |

| III Bombarde C–g3 |       |
| Bombarde          | 16′   |
| 1ère Trompette    | 08′   |
| 2ème Trompette0   | 08′   |
| Clairon           | 04′   |
| Clairon           | 2′/4′ |

| IV Récit expressif C–g3 |    |
| Flûte harmonique        | 8′ |
| Bourdon                 | 8′ |
| Gambe                   | 8′ |
| Voix céleste            | 8′ |
| Flûte octaviante        | 4′ |
| Octavin                 | 2′ |
| Trompette               | 8′ |
| Basson-Hautbois         | 8′ |
| Voix humaine            | 8′ |
| Clairon                 | 4′ |

| Pédalier C–f1  |        |
| Flûte          | 16′    |
| Flûte          | 08′    |
| Grande Quinte0 | 5 1⁄3′ |
| Flûte          | 04′    |
| Bombarde       | 16′    |
| Trompette      | 08′    |
| Basson         | 08′    |
| Clairon        | 04′    |
| Clairon        | 02′    |

Koppeln: I/II, III/II, IV/II, IV/II Octaves graves, IV/III, I/P, II/P, III/P, IV/P
Spielhilfen: Appel Grand-Orgue, Appel d’anches Récit und Pédale

### Titularorganisten
- Vor 1756: Jean Landrin
- 1756–1795: Claude-Benigne Balbastre
- 1805–1831: Antoine Lefébure-Wély
- 1831–1847: Louis James Alfred Lefébure-Wély
- 1847–1856: Charles-Alexandre Fessy
- 1856–1863: Marie-Auguste Durand
- 1863–1873: Benjamin Darnault
- 1873–1888: Auguste Péron
- 1888–1906: Auguste Chapuis
- 1906–1908: Arnold Le Maitre
- 1908–1915: Georges Pifaretti
- 1919–1955: André Pratz
- 1945–1955: Pierre Cochereau
- Seit 1973: Françoise Levéchin-Gangloff